# Nidingen

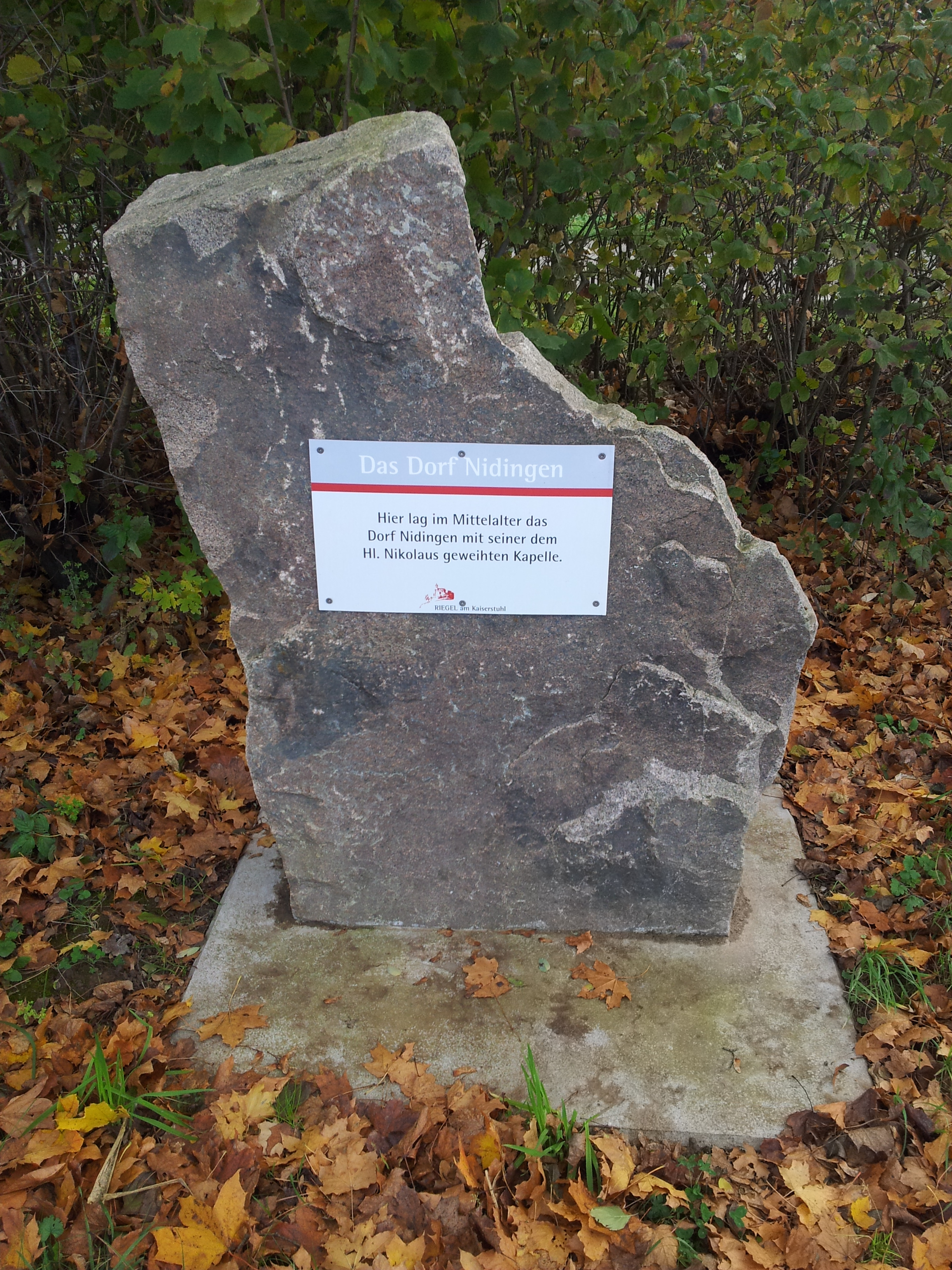
Gedenkstein für die Wüstung Nidingen

Nidingen ist eine Wüstung am nördlichen Rand der Gemarkung der Gemeinde Riegel am Kaiserstuhl im Breisgau.

## Lage
Nidingen lag zwischen Kenzingen und Riegel unweit der Brücke, die heute die Kreisstraße L105 über die Autobahn A5 führt.

## Geschichte
Die alte Alemannensiedlung wurde erstmals 762 als Nüdingen im Testament des Bischofs Heddo von Straßburg genannt, der ihn darin dem Kloster Ettenheimmünster schenkte.
Nidingen hatte eine Kapelle Sankt Nikolaus, auf die noch der Flurname "Im Klausen" und eine Inschrift "Klausenhöfe" an einem Gebäude hinweisen. 1152 bis 1244 bestand in Nidingen eine Schwesterngemeinschaft, die später in das Zisterzienserinnenkloster Wonnental in Kenzingen umzog. In einer Urkunde vom 3. April 1244 gewährten Burkart und Rudolf von Üsenberg den Schwestern von Nidingen Holz- und Waldrechte und nehmen sie in ihren Schutz.
Die Einwohner verließen schon im 12. Jahrhundert das Dorf und zogen zum Teil nach Riegel. Die stehengebliebene Nikolauskapelle wurde noch 1341 und 1483 erwähnt. 1659 wurden ihre restlichen Steine zum Bau des Franziskanerklosters in Kenzingen verwendet.
Heute ist von Nidingen nichts mehr zu sehen. Am 22. März 2013 wurde ein Gedenkstein enthüllt, der an das verschwundene Dorf erinnern soll.